# Mauves-sur-Huisne
 Mauves-sur-Huisne  es una población y comuna francesa, situada en la región de Baja Normandía, departamento de Orne, en el distrito de Mortagne-au-Perche y cantón de Mortagne-au-Perche.

## Demografía
| 577 | 581 | 673 | 694 | 654 | 677 |
| Para los censos de 1962 a 1999 la población legal corresponde a la población sin duplicidades (Fuente: INSEE [Consultar]) |     |     |     |     |     |